# Мантовани, Мария Доминика
Святая Мари́я Доми́ника Мантова́ни (итал. Maria Domenica Mantovani, 12 ноября 1862, Бренцоне, Венеция — 2 февраля 1934, Бренцоне, Венеция), в монашестве Джузеппи́на (Иосифи́на) Непоро́чного Зача́тия (итал. Giuseppina dell’Immacolata) — итальянская католическая монахиня. Вместе со священником — блаженным Джузеппе Наскимбени — основала конгрегацию «Младшие сёстры Святого семейства».
Канонизирована папой Франциском в 2022 году.

## Биография
Родилась 12 ноября 1862 года в Вероне; старшая из четырёх детей Джованни Мантовани и Пруденцы Дзамперини. Получила скудное образование, поскольку лишь недолгое время посещала местную школу.
В 1877 году приходской священник и духовный наставник Джузеппе Наскимбени предложил пятнадцатилетней Мантовани посещать больных и преподавать катехизис в приходе. В декабре 1886 года она дала клятву оставаться целомудренной и попросила Пресвятую Богородицу направить её на жизненном пути. В 1892 году вместе с Наскимбени основала религиозную общину «Младшие сёстры Святого семейства» и стала её первой настоятельницей; она руководила орденом в общей сложности сорок лет. В 1932 году конгрегация получила папское одобрение от папы Пия XI.
Умерла 2 февраля 1934 года из-за осложнений после гриппа. В 1987 году её перезахоронили рядом с её другом и сподвижником Наскимбени. Её орден существует до сих пор и действует в таких странах, как Албания и Бразилия.

## Почитание
Беатифицирована папой Иоанном Павлом II 27 апреля 2003 года. Канонизирована папой Франциском на мессе на площади Святого Петра 15 мая 2022 года.
День памяти — 2 февраля.